# Bistum Portsmouth
Das Bistum Portsmouth (lateinisch Dioecesis Portus Magni, englisch Diocese of Portsmouth) ist eine im Vereinigten Königreich gelegene römisch-katholische Diözese mit Sitz in Portsmouth. 
Ihr Gebiet umfasst die Grafschaften Hampshire und Berkshire, den Süden der Grafschaft Oxfordshire sowie die Kanalinseln Guernsey, Jersey und Isle of Wight.

## Geschichte
Das Bistum Portsmouth wurde am 19. Mai 1882 durch Papst Leo XIII. aus Gebietsabtretungen des Bistums Southwark errichtet. Es ist dem Erzbistum Southwark als Suffraganbistum unterstellt.

## Bischöfe von Portsmouth
- John Vertue, 1882–1900
- John Baptist Cahill, 1900–1910
- William Timothy Cotter, 1910–1940
- John Henry King, 1941–1965
- Derek John Worlock, 1965–1976, dann Erzbischof von Liverpool
- Anthony Joseph Emery, 1976–1988
- Crispian Hollis, 1988–2012
- Philip Anthony Egan, seit 2012